# Гантиади (Чохатаурский муниципалитет)
Гантиади (груз. განთიადი) — село в Грузии, на территории Чохатаурского муниципалитета края (мхаре) Гурия.

## География
Село находится в западной части Грузии, к югу от реки Хевисцкали, на расстоянии приблизительно 11 километров (по прямой) к востоко-северо-востоку от посёлка городского типа Чохатаури, административного центра муниципалитета. Абсолютная высота — 269 метров над уровнем моря.

## Население
По результатам официальной переписи населения 2014 года, в Гантиади проживало 130 человек (64 мужчины и 66 женщин). В национальной структуре населения грузины составляли 100 %.
| Год  | Население, человек |
| ---- | ------------------ |
| 2002 | 192                |
| 2014 | ↘ 130              |